# Škrlatinka
Škrlatinka  je nalezljiva bolezen, ki jo povzroča eritrogeni toksin bakterije Streptococcus pyogenes. Prištevamo jo med otroške bolezni, vendar za razliko od drugih lahko oseba zboli večkrat v življenju (obstaja več različnih sevov S. pyogenes).

## Simptomi
- vneto žrelo
- vročina
- pordel jezik
- značilen rdeč, droben kožni izpuščaj:

- pojavi se 12–48 ur po nastopu vročine;
- običajno se najprej pojavi na prsih, pod pazduhami, za ušesi;
- obraz ni prizadet;
- je najhujši v kožnih gubah; v njih pride pogosto do krvavitev zaradi poškodb kapilar, ki jih povzroči toksin (te krvaveče predele v kožnih gubah imenujemo Pastijev znak oziroma Pastijeve črte);
- lahko se pojavi tudi na jezičku v ustni votlini;
- izpuščaj začne jenjati 3 do 4 dni po pojavu in začne se luščenje prizadete kože.

## Diagnoza
Bolezen diagnosticiramo klinično. Krvni testi pokažejo znatno levkocitozo z nevtrofilijo, število eozinofilcev je lahko prav tako povišano. Pospešena je sedimentacija rdečih krvničk, povišana sta tudi vrednost C-reaktivnega proteina in titer antistreptolizina 0. V vzorcu, vzetem iz žrela, običajno lahko dokažemo streptokoke.

## Zapleti
Med zapleti škrlatinke je sepsa zaradi vdora bakterije v kri. Prav tako se lahko pojavi neustrezen odziv imunskega sistema.
Pri septičnih zapletih, ki so sicer danes redki, lahko pride do vnetja ušes, obnosnih votlin, bakterijske pljučnice, gnojnega vnetja (empiema) v prsnem košu, meningitisa ali v skrajni obliki do sistemske sepse.
Zapleti v odzivu imunskega sistema zajemajo glomerulonefritis, revmatično vročico in nodozni eritem.
Pri nezdravljeni škrlatinki se po okoli 18 dneh od okužbe lahko pojavi sekundarni maligni sindrom (ponovna vročina, vneto žrelo, septični zapleti v ušesih, žrelu in nosu, okužba ledvic, revmatična vročica).

## Zdravljenje
V 20. letih 20. stoletja sta zakonca Gladys Henry Dick in George Frederick Dick razvila cepivo, ki pa ga je v 40. letih nadomestilo zdravljenje s penicilinom. Zdravljenje škrlatinke se ne razlikuje bistveno od zdravljenja drugih oblik vnetega žrela. Pri preobčutljivosti na penicilin se dajeta klindamicin ali eritromicin. 24 ur po prejetju antibiotika bolnik naj ne bi bil več kužen.